# 볼티모어 워싱턴 서굿 마셜 국제공항
볼티모어 워싱턴 국제공항(영어: Baltimore/Washington International Airport, IATA: BWI, ICAO: KBWI, FAA LID: BWI)은 미국 메릴랜드주 앤애런델 군 린시컴에 위치한 국제공항이다. 볼티모어로부터 남쪽으로 약 14km 떨어진 곳, 워싱턴 DC에서 북동쪽으로 약 51km 떨어진 곳에 위치하고 있다. 공항의 이름은 미국 최초의 흑인 대법원 판사인 서굿 마셜의 이름을 딴 것이다.